# 岐阜県の図書館一覧
岐阜県の図書館一覧（ぎふけんのとしょかんいちらん）は、岐阜県にある図書館の一覧である。

## 県立図書館

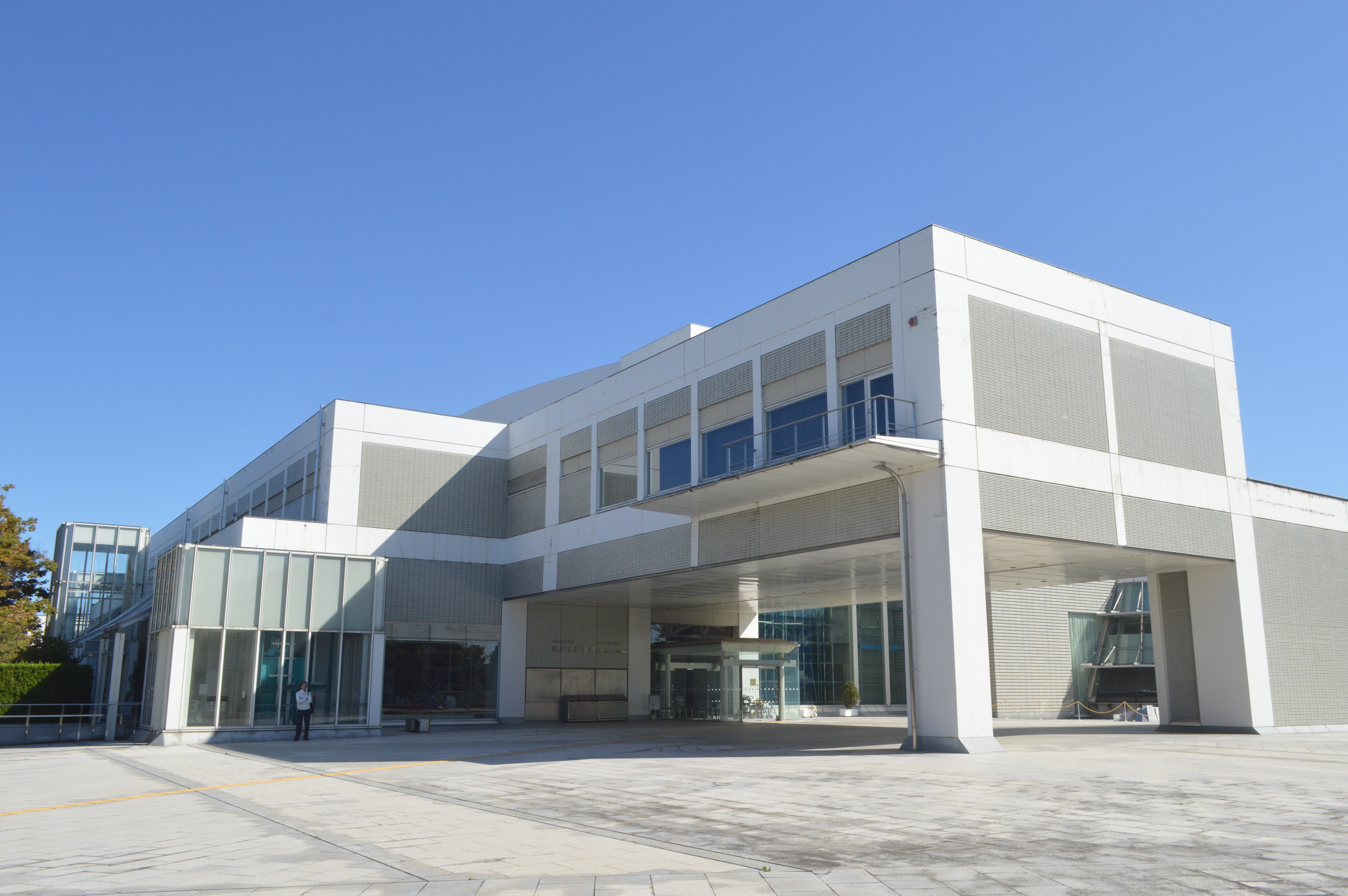
岐阜県図書館

- 岐阜県図書館

## 市町村立図書館

### 岐阜地区
岐阜市
- 岐阜市立図書館（総称）
  - 岐阜市立中央図書館
  - 岐阜市立図書館分館
  - 岐阜市立図書館 長良図書室
  - 岐阜市立図書館 東部図書室
  - 岐阜市立図書館 西部図書室
  - 岐阜市立図書館 長森図書室
  - 岐阜市立図書館 柳津図書室

羽島市
- 羽島市立図書館

各務原市

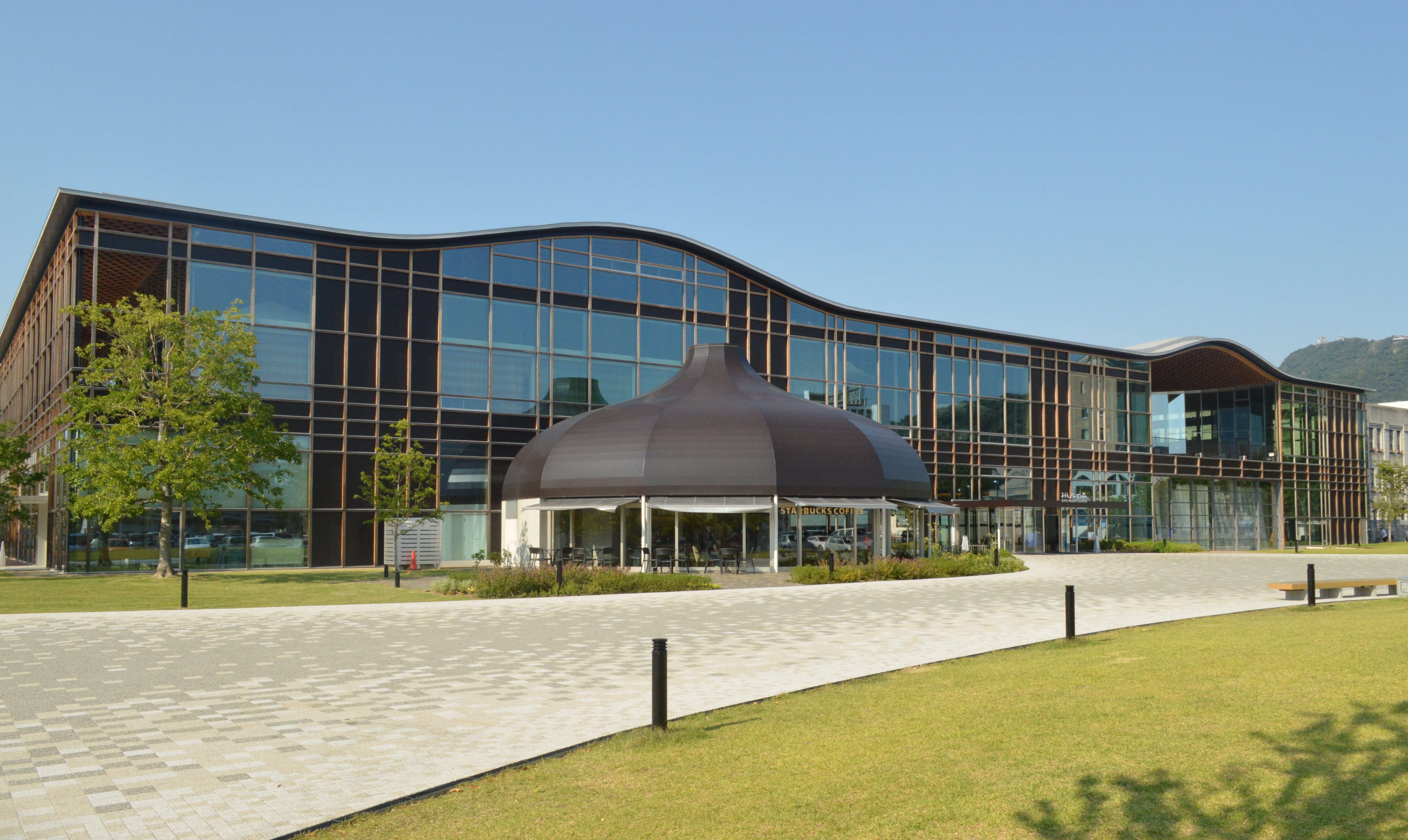
各務原市立中央図書館
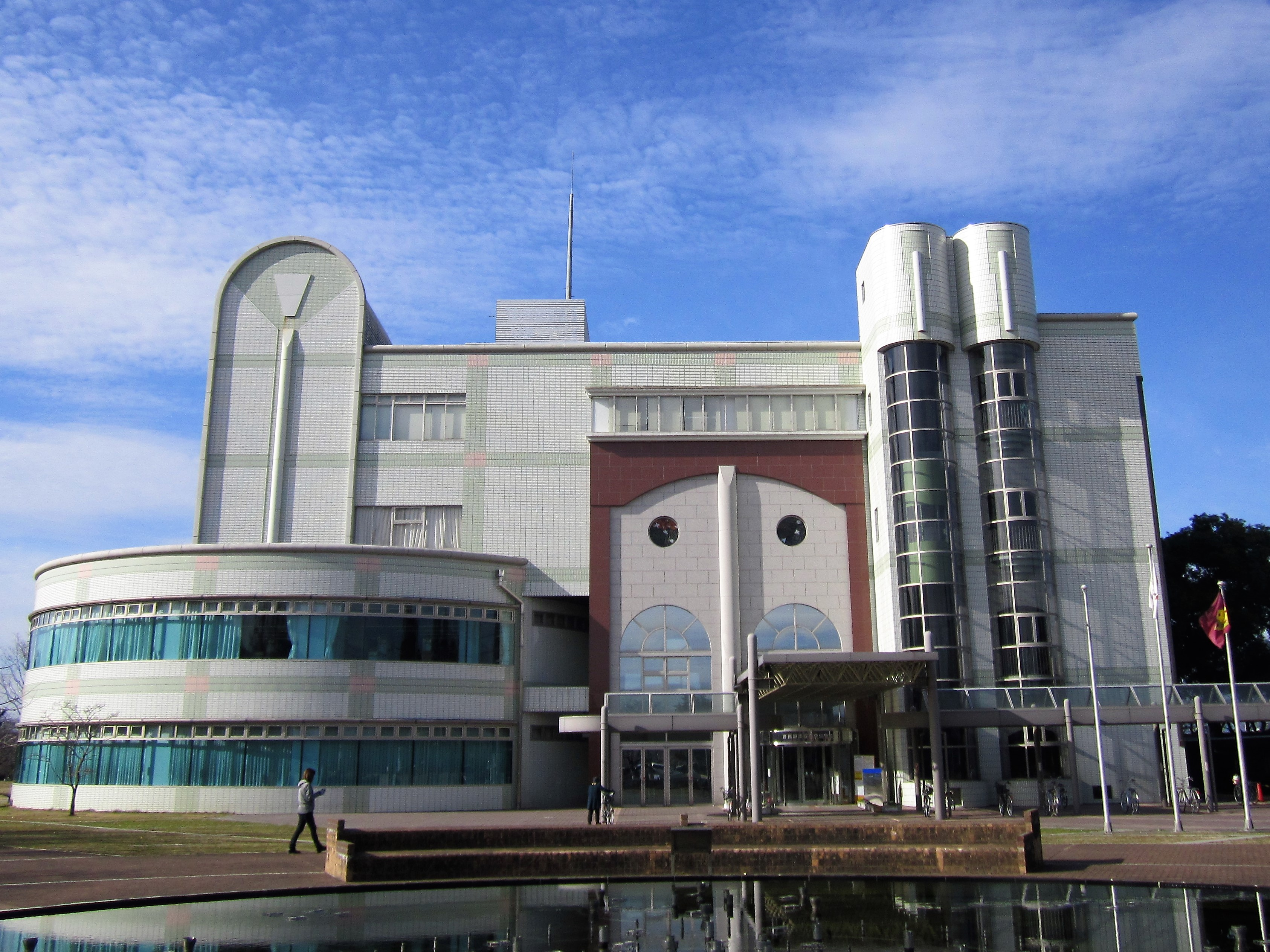
各務原市立中央図書館
羽島市立図書館
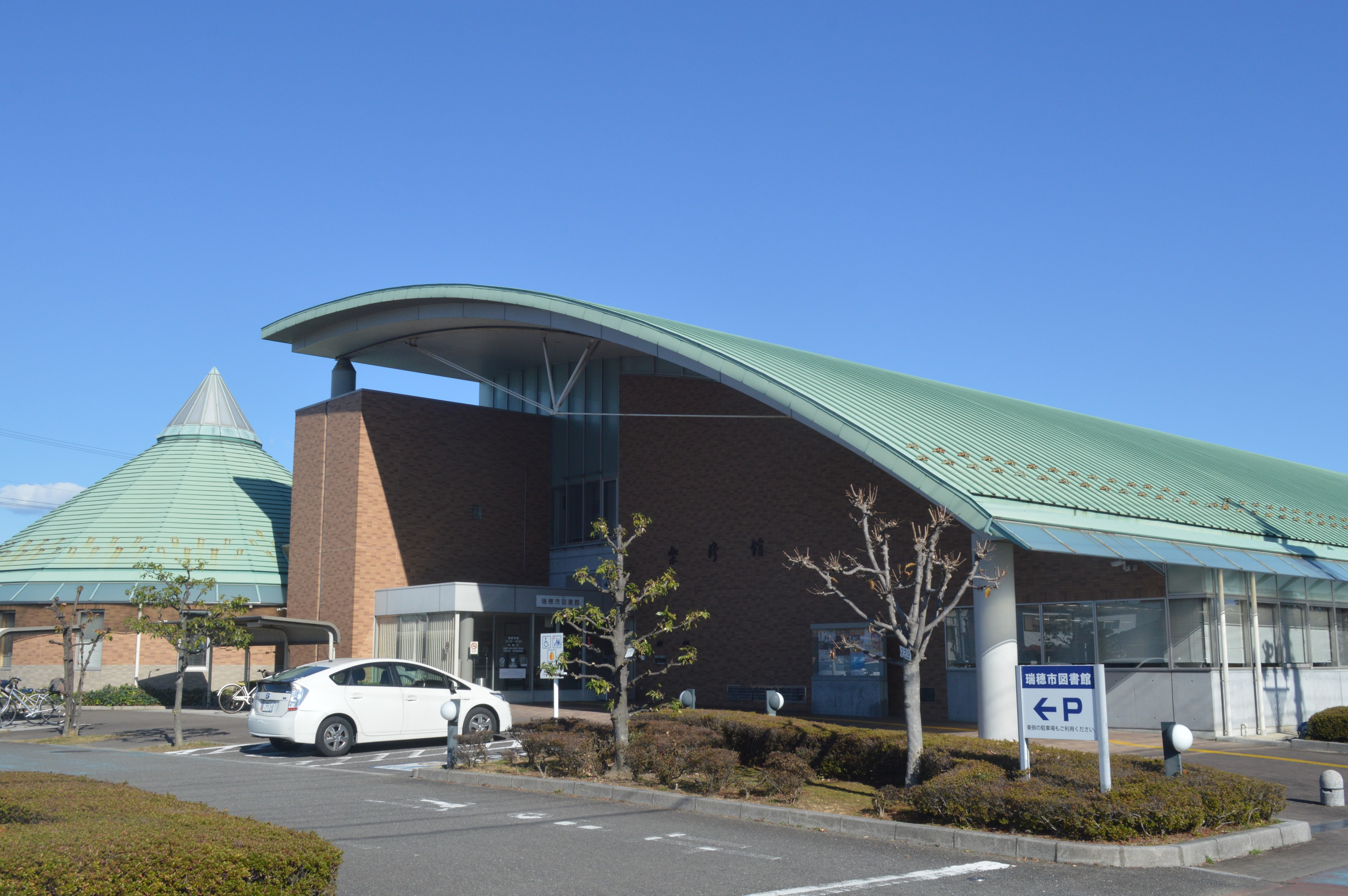
瑞穂市図書館
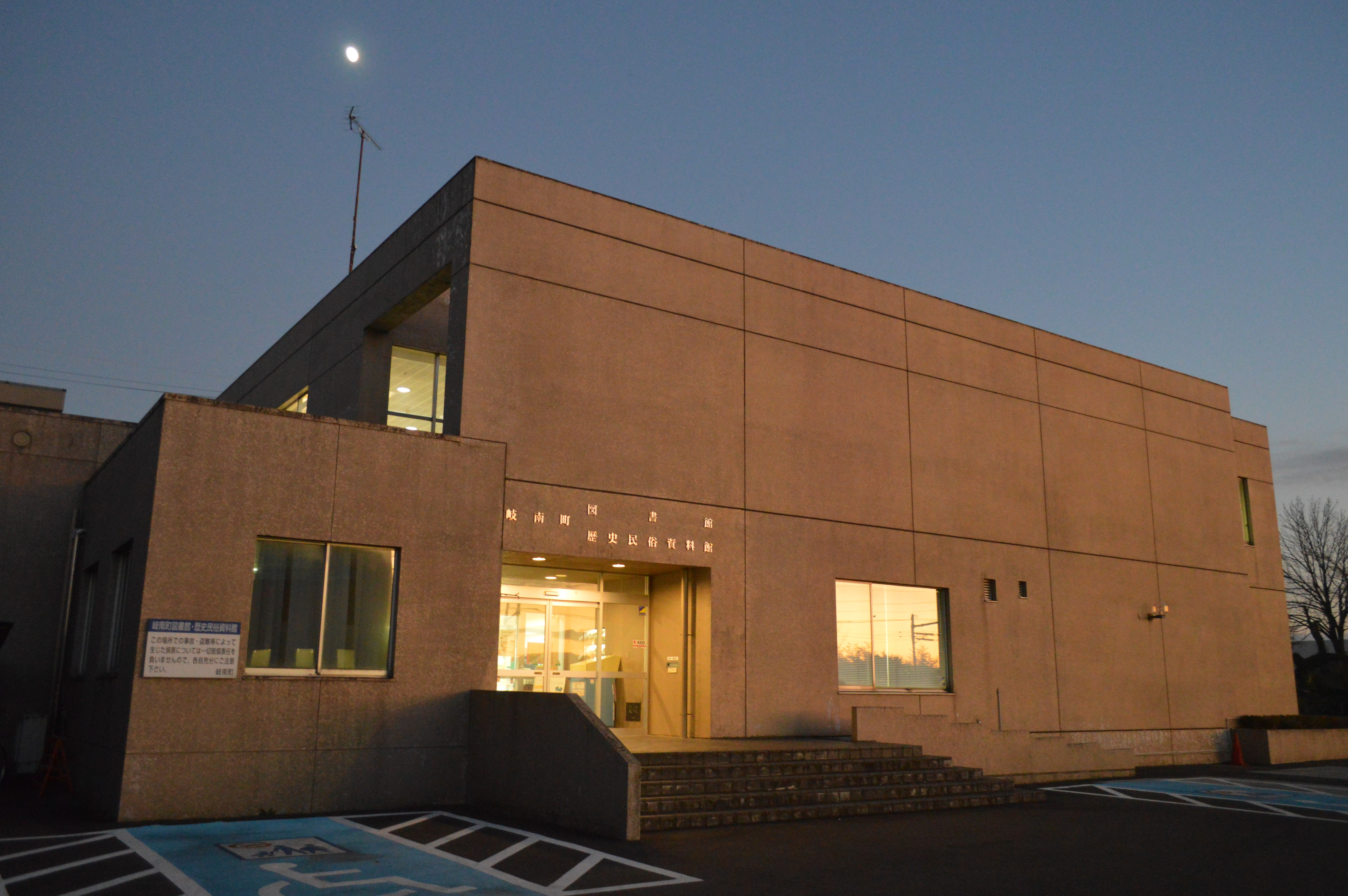
岐南町図書館
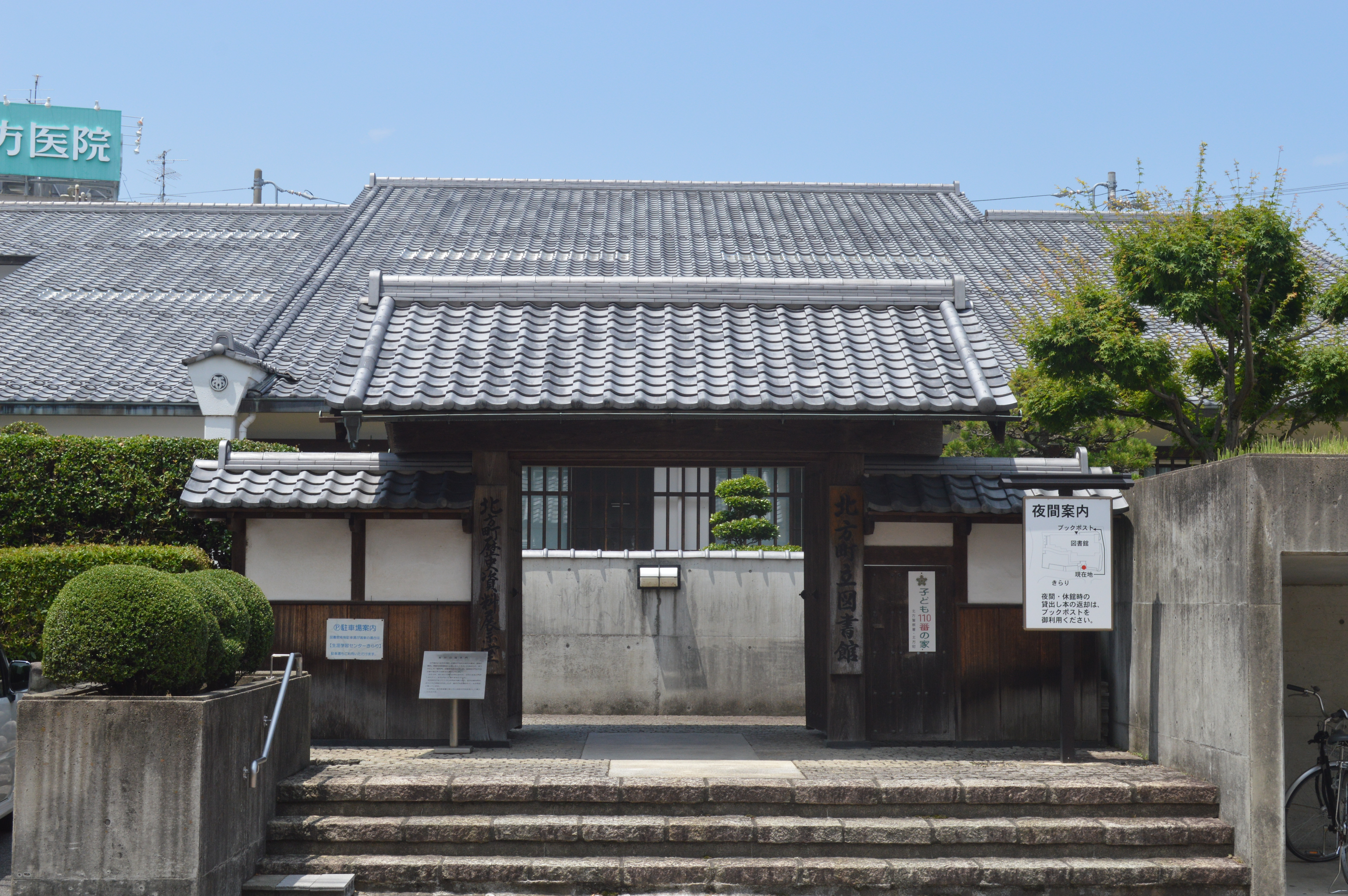
北方町立図書館
  - 各務原市中央図書館分館 川島ほんの家
  - 各務原市中央図書館分室 中央ライフデザインセンター図書室
  - 各務原市中央図書館分室 もりの本やさん

山県市
- 山県市図書館
  - 山県市高富中央公民館図書室
  - 山県市みやまジョイフル倶楽部図書室

本巣市
- しんせい ほんの森
  - 糸貫図書室
  - 本巣図書室
  - 根尾図書室

瑞穂市
- 瑞穂市図書館
  - 瑞穂市図書館分館

羽島郡
- 岐南町図書館

本巣郡
- 北方町立図書館

- 岐阜市立中央図書館
- 各務原市立中央図書館
- 羽島市立図書館
- 瑞穂市図書館
- 岐南町図書館
- 北方町立図書館

### 西濃地区
大垣市

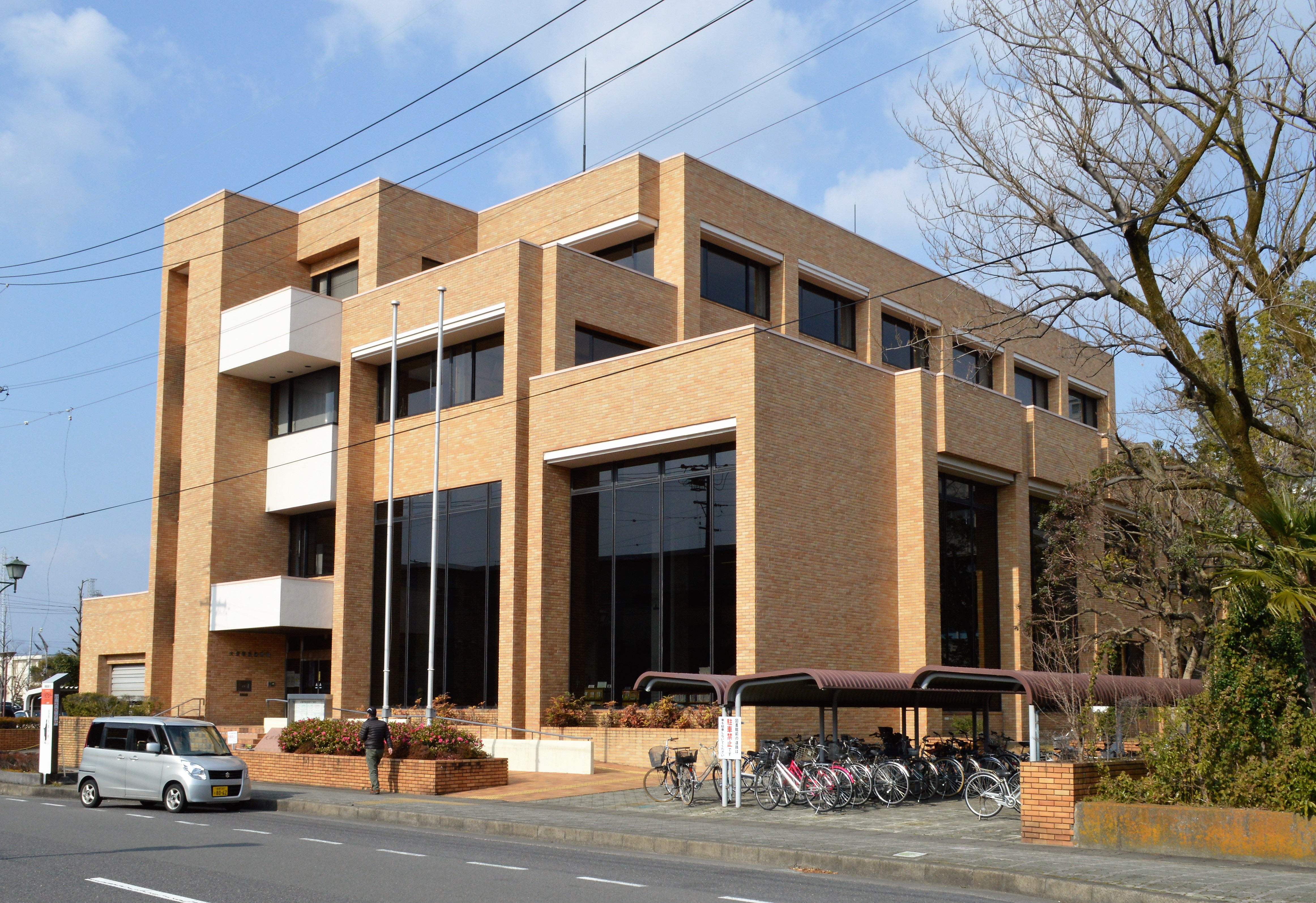
大垣市立図書館（総称）
海津市海津図書館
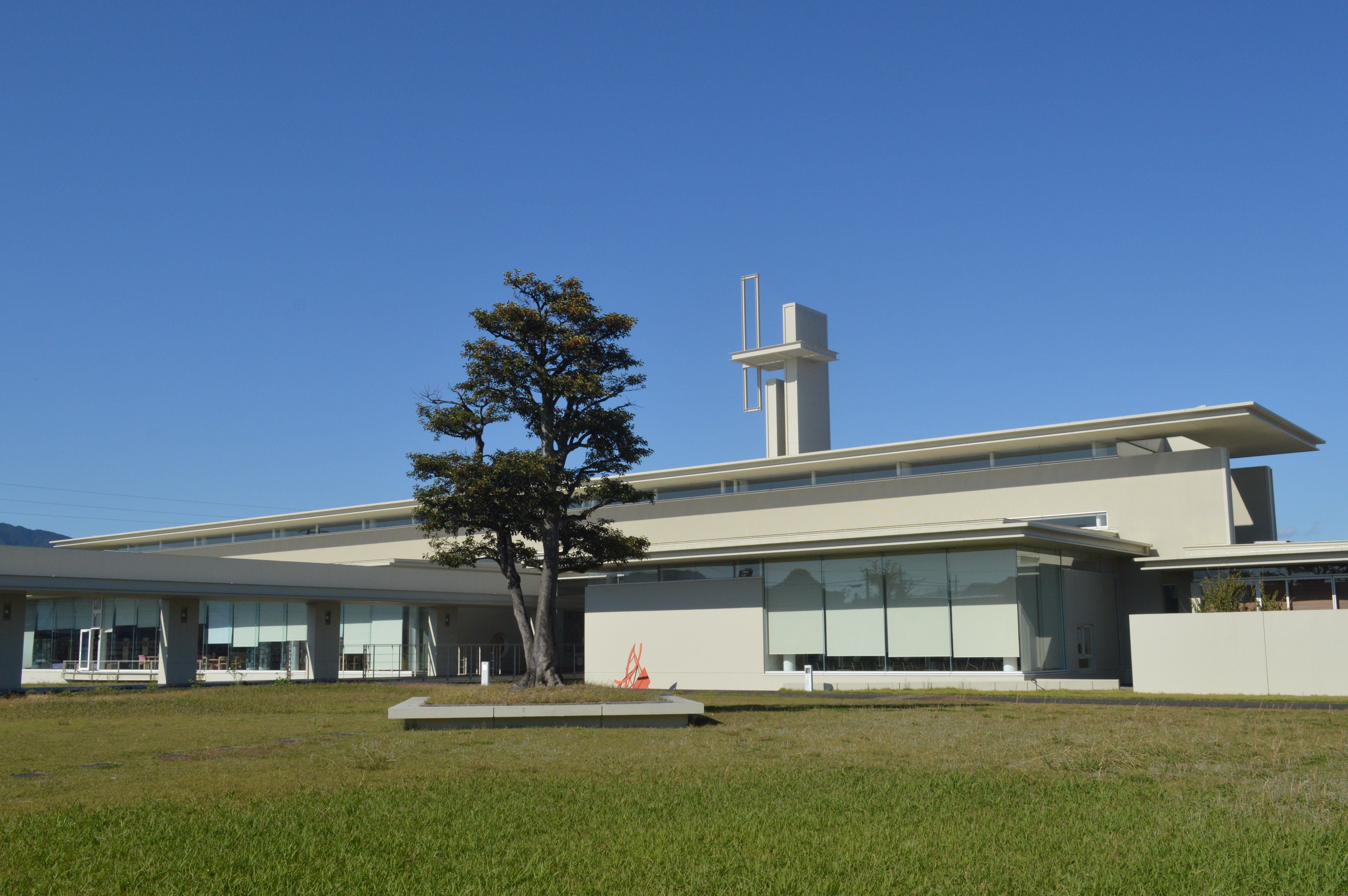
神戸町立図書館
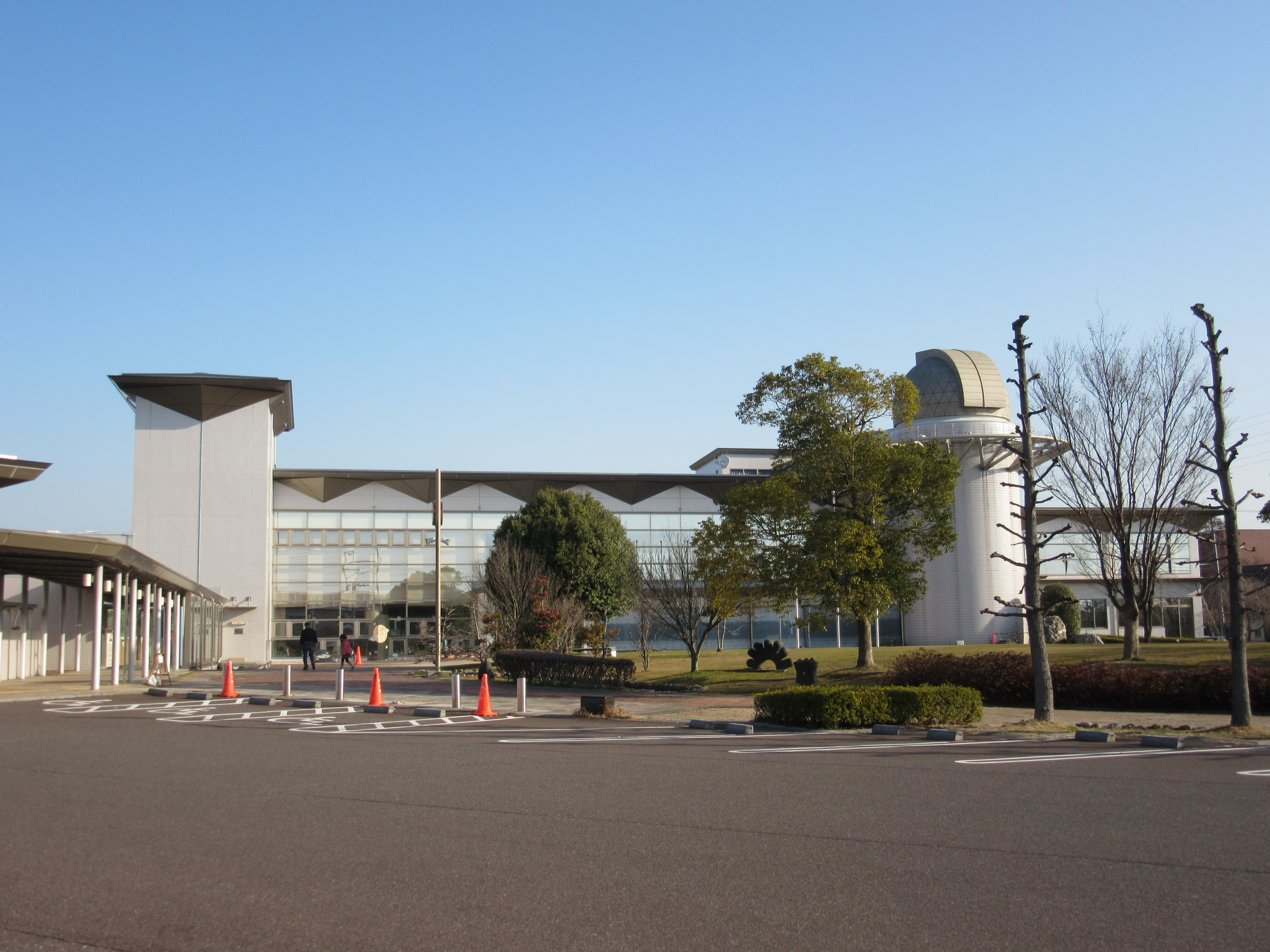
ハートピア安八図書館
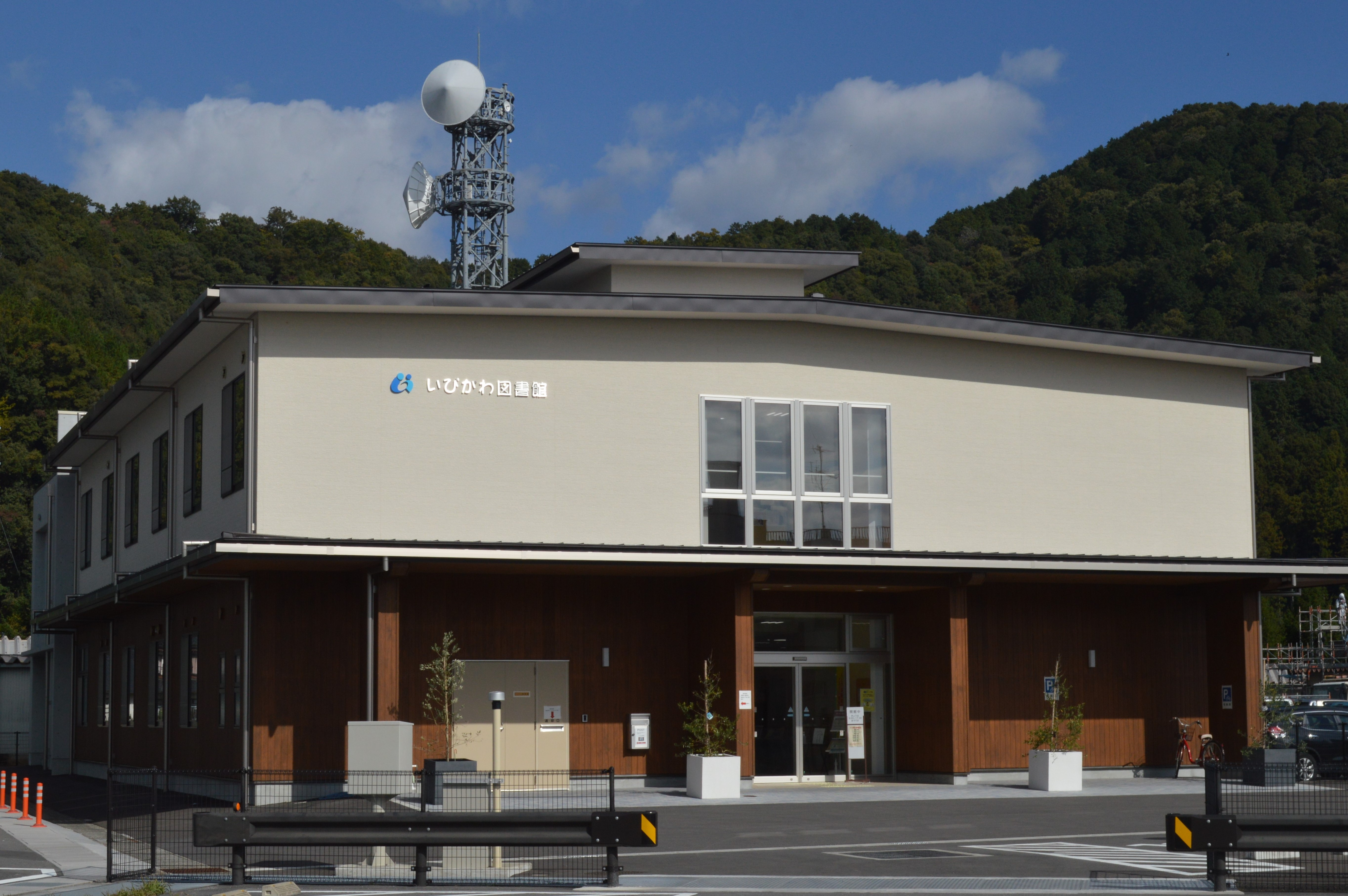
揖斐川町立揖斐川図書館
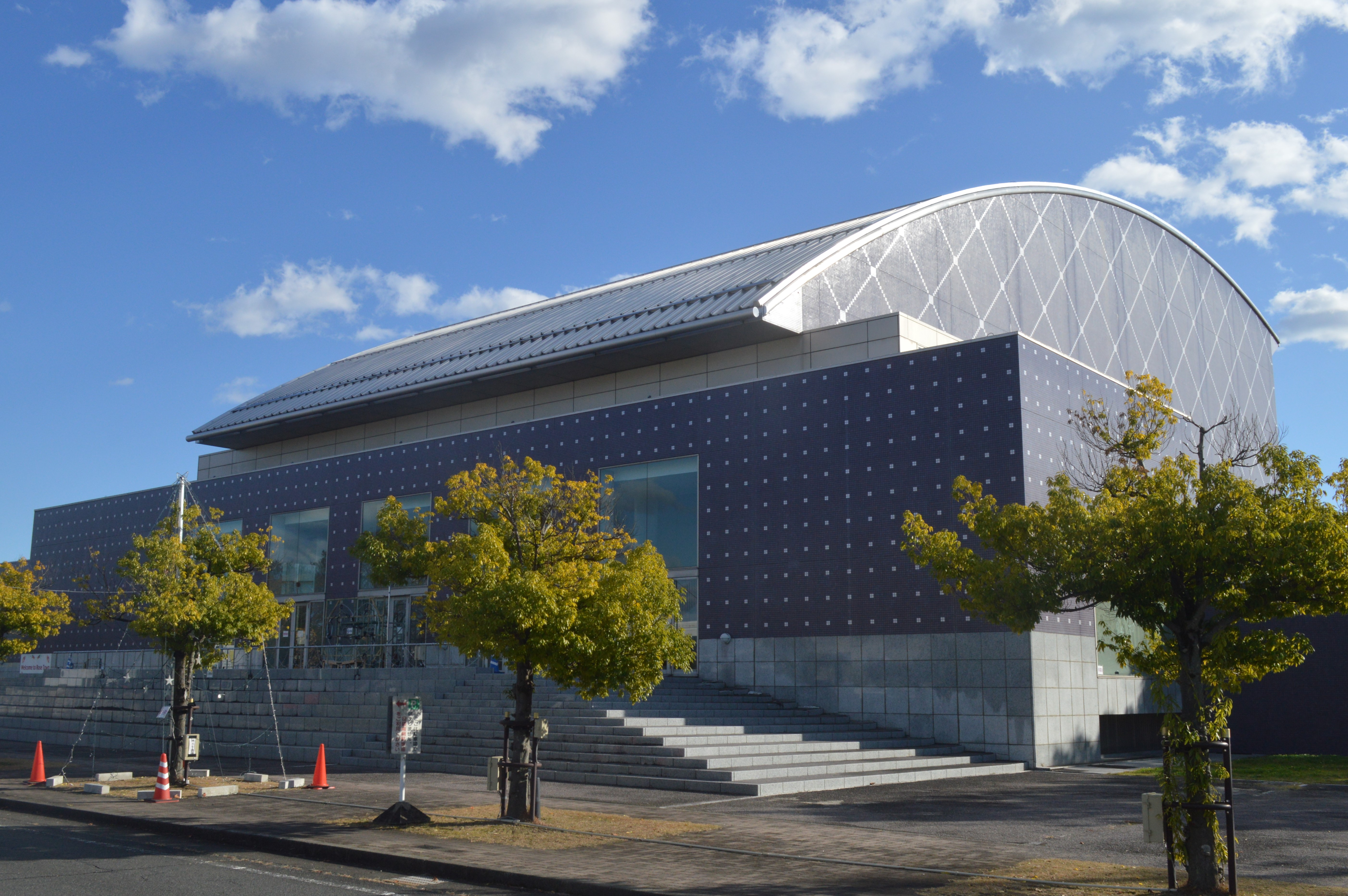
大野町立図書館
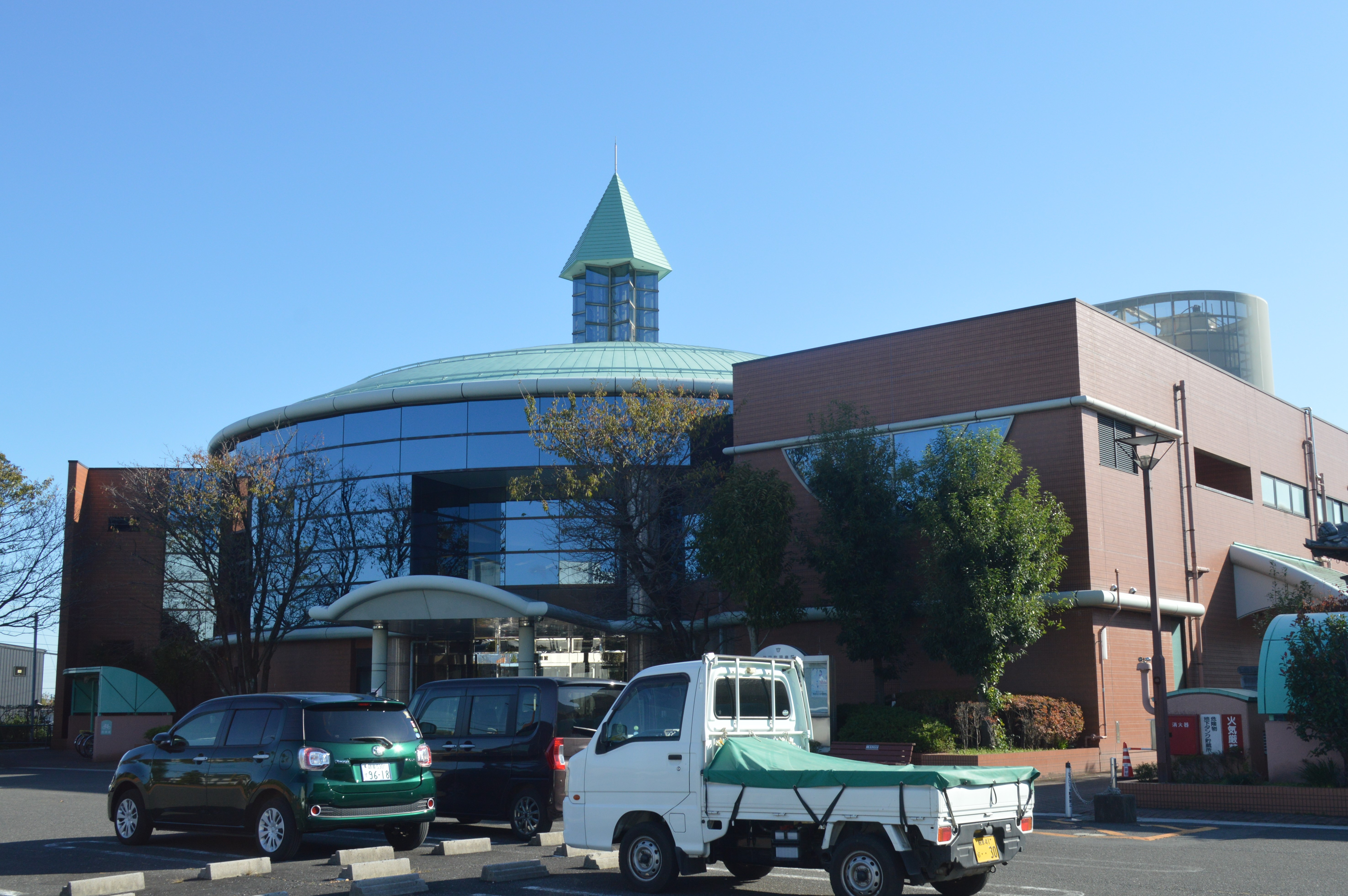
池田町図書館
  - 大垣市立図書館本館
  - 大垣市立墨俣図書館
  - 大垣市立上石津図書館

海津市
- 海津市図書館

養老郡
- 養老町図書館

不破郡
- タルイピアセンター
- 関ケ原ふれあいセンター・ふれあい図書館

安八郡
- 神戸町立図書館
- 輪之内町立図書館
- ハートピア安八図書館

揖斐郡
- 揖斐川町立図書館（総称）
  - 揖斐川町立いびがわ図書館
  - 揖斐川町立谷汲図書館
  - 揖斐川町立坂内図書館
- 大野町立図書館
- 池田町図書館

- 大垣市立図書館
- 海津市海津図書館
- 神戸町立図書館
- ハートピア安八図書館
- 揖斐川町立揖斐川図書館
- 大野町立図書館
- 池田町図書館

### 中濃地域
関市
- 関市立図書館
  - 関市立図書館 武儀分館
  - 関市立図書館 武芸川分館
  - 関市立図書館 洞戸分室
  - 関市立図書館 板取分室
  - 関市立図書館 上之保分室

美濃市
- 美濃市図書館

美濃加茂市

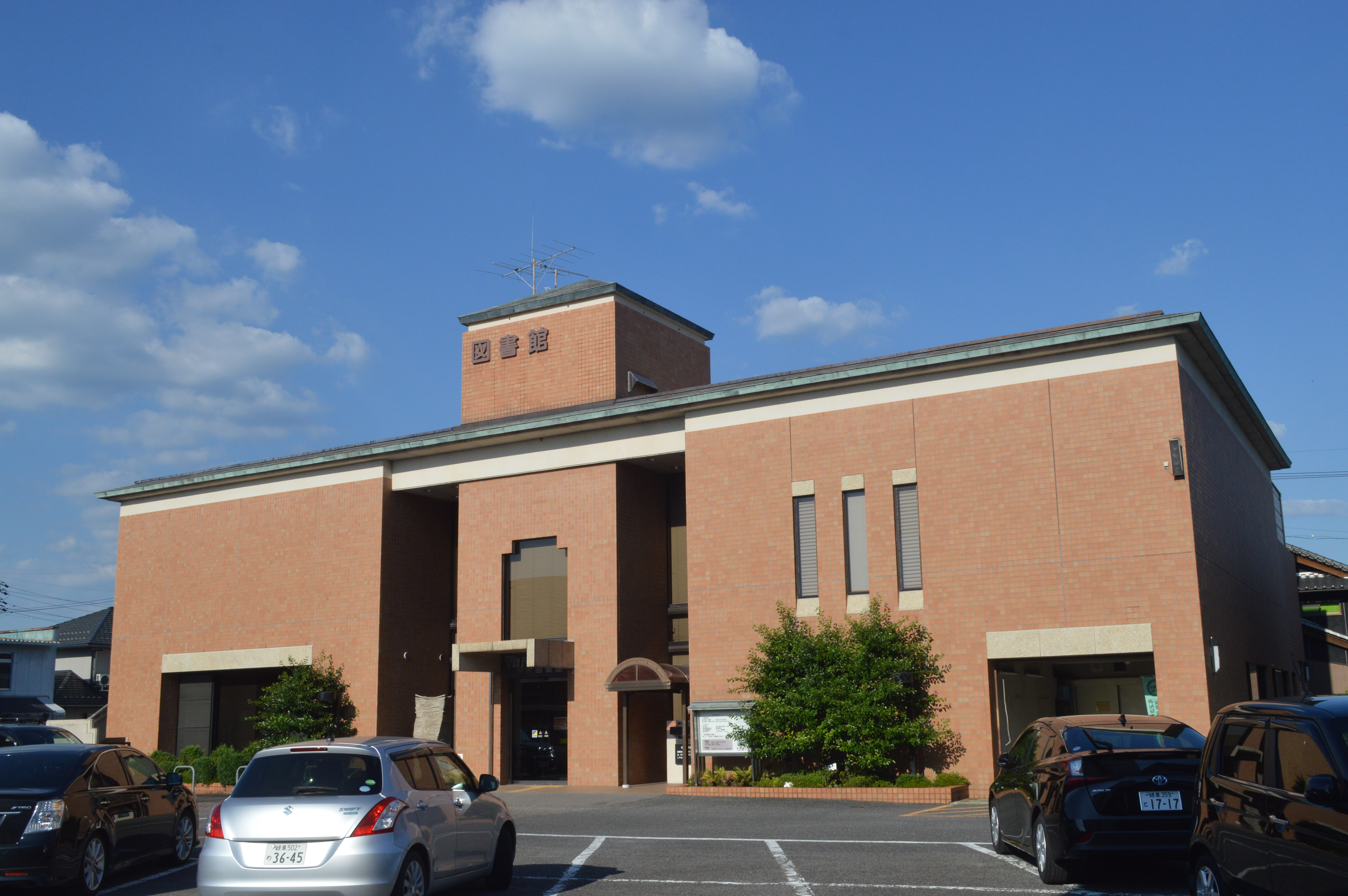
美濃加茂市立図書館（総称）
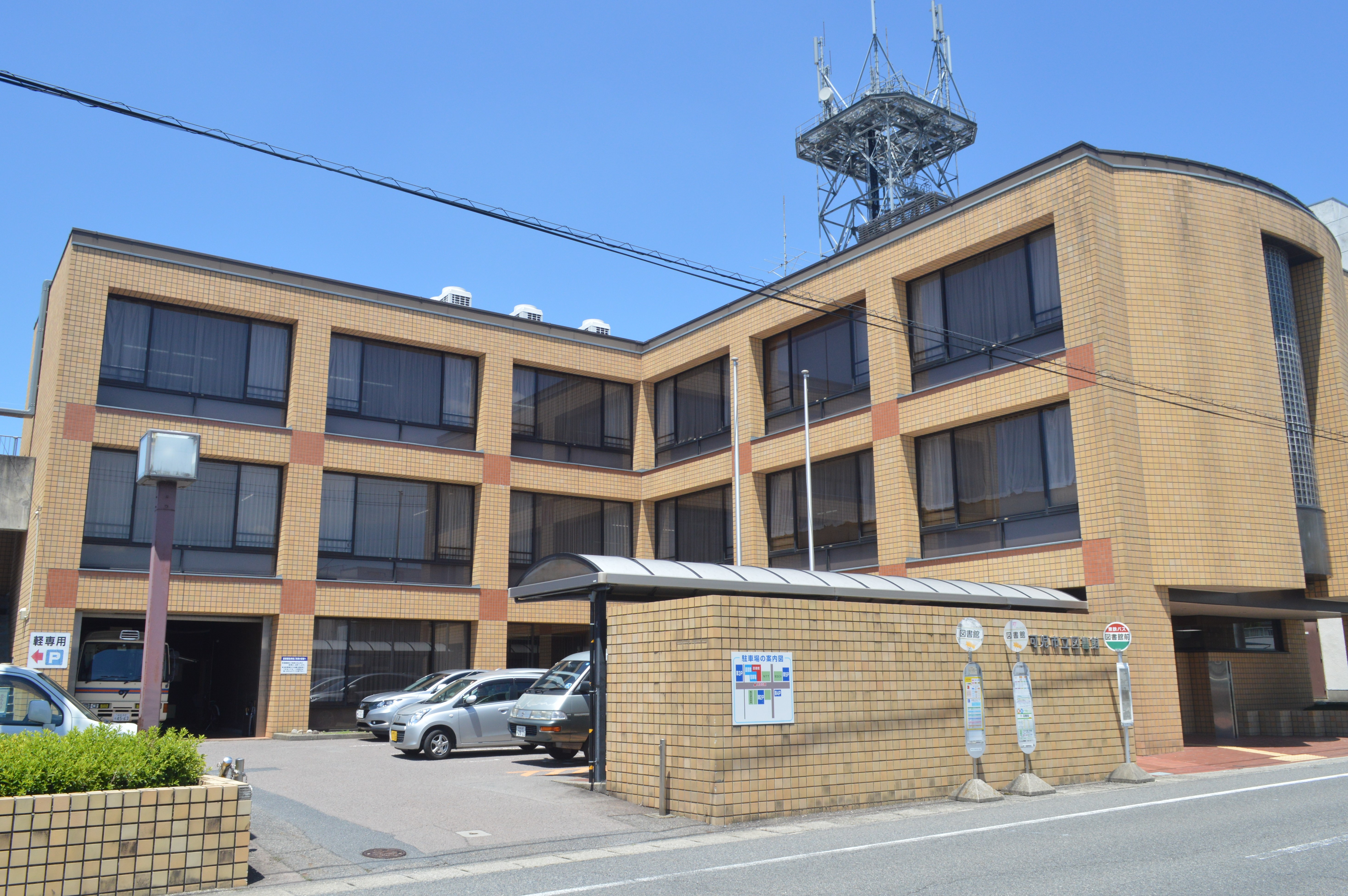
可児市立図書館
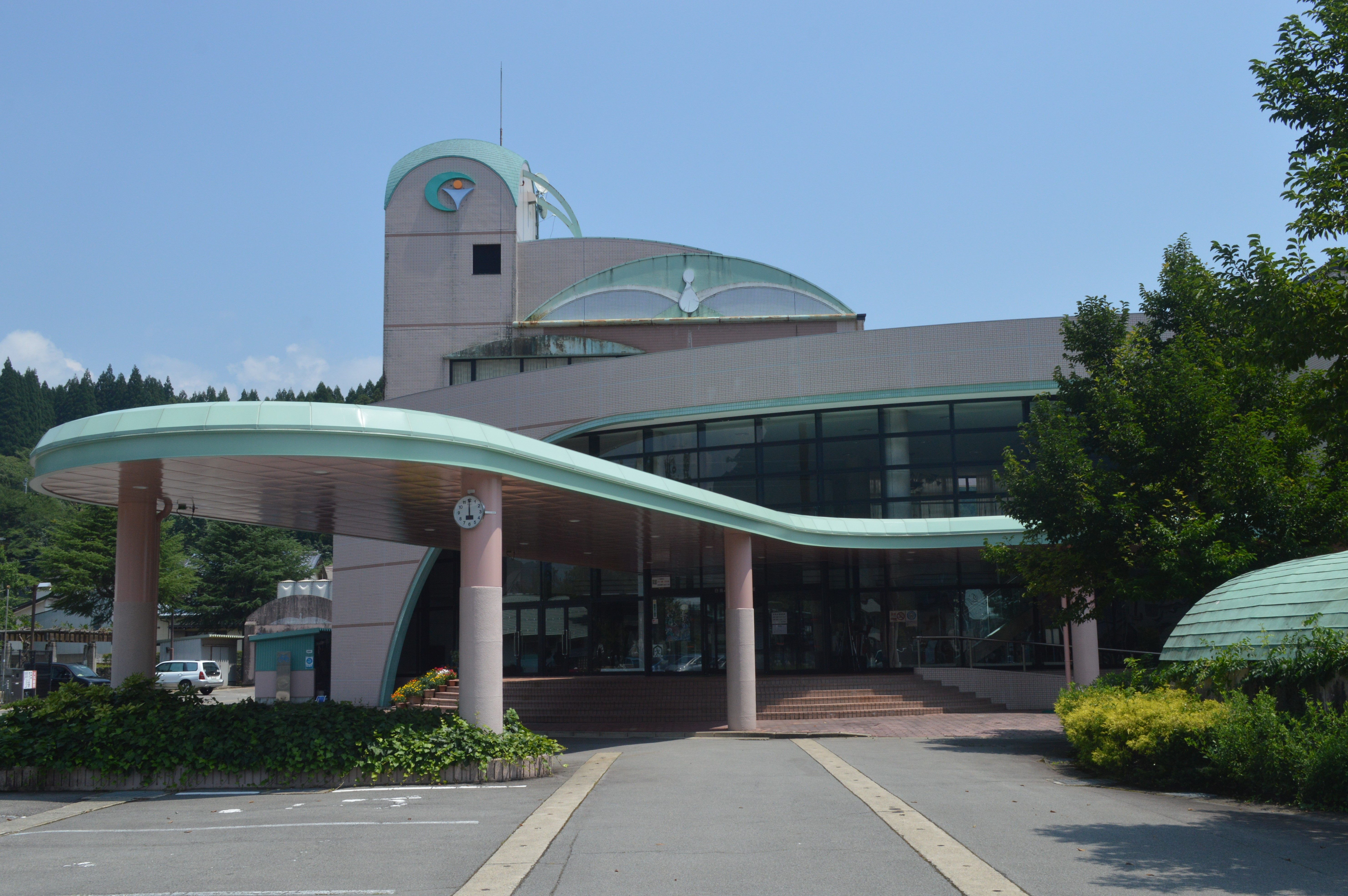
郡上市図書館
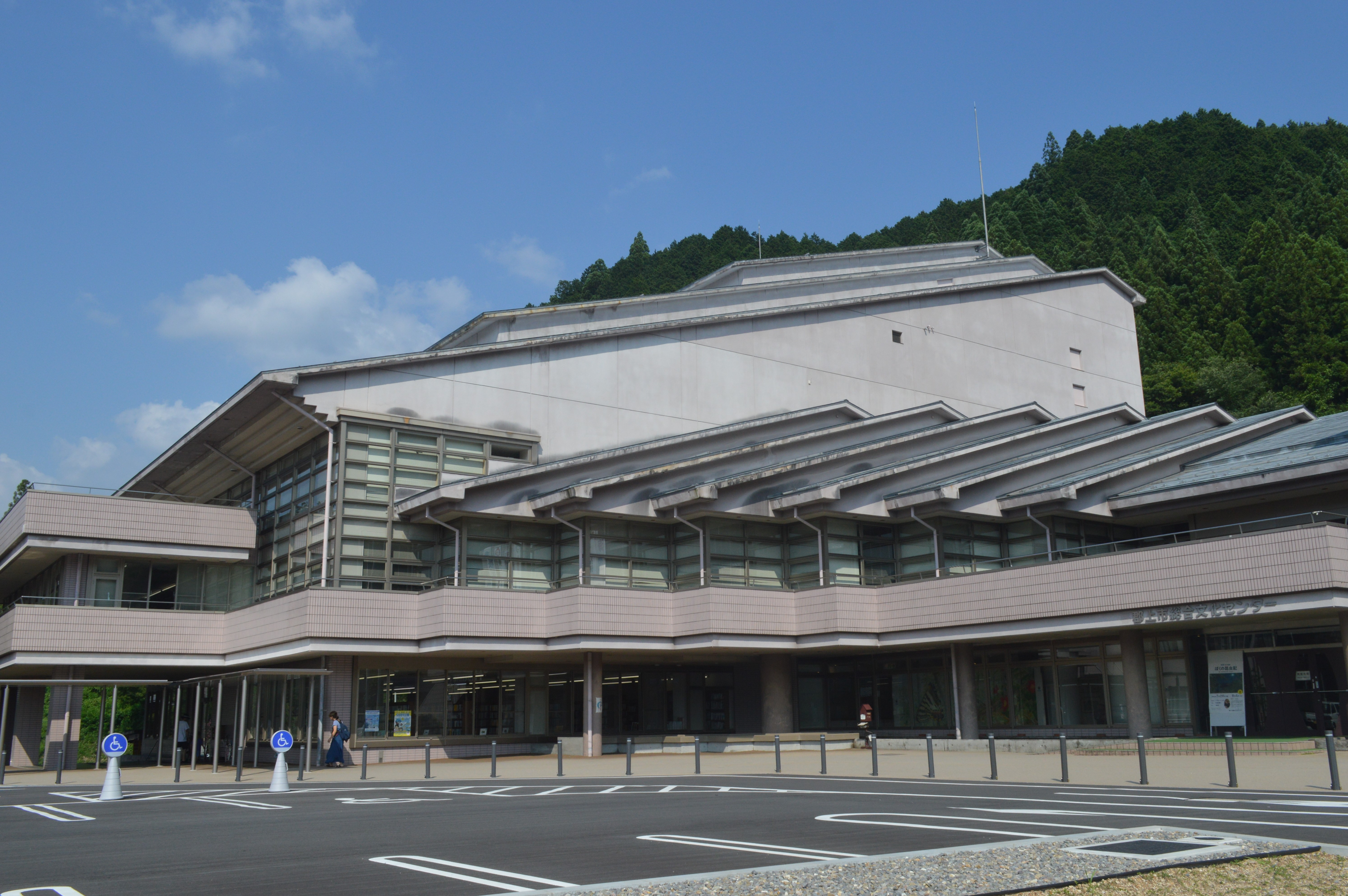
郡上市図書館はちまん分館
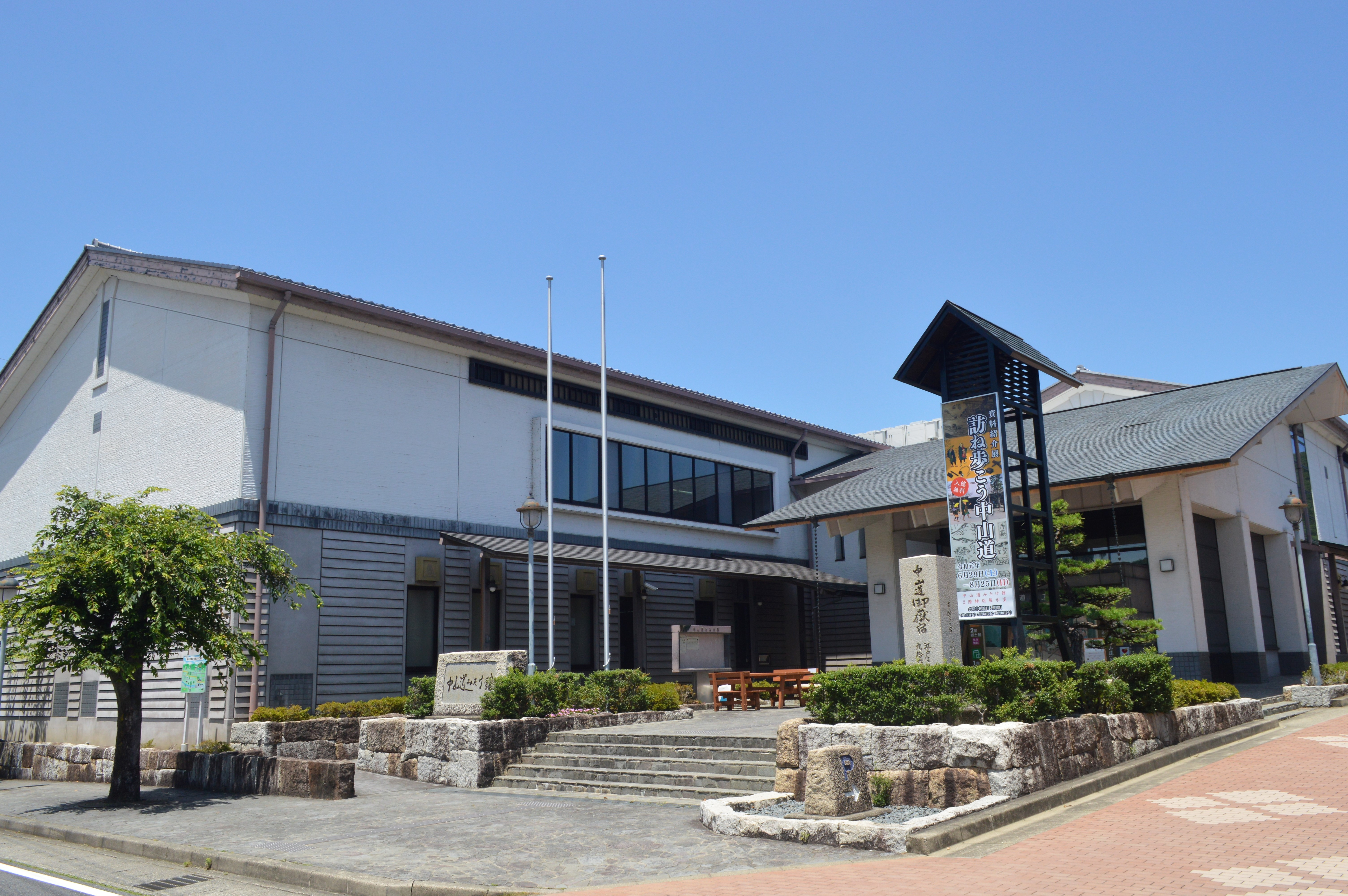
中山道みたけ館
  - 美濃加茂市中央図書館
  - 美濃加茂市東図書館
  - 美濃加茂市立図書館北部分室

可児市
- 可児市立図書館
  - 可児市立図書館 帷子分館
  - 可児市立図書館 桜ケ丘分館
  - 可児市立カニミライブ図書館

郡上市
- 郡上市図書館（総称）
  - 郡上市図書館本館
  - 郡上市図書館はちまん分館
  - 郡上市図書館やまと分室
  - 郡上市図書館たかす分室
  - 郡上市図書館みなみ分室
  - 郡上市図書館めいほう分室
  - 郡上市図書館わら分室

可児郡
- 中山道みたけ館・御嵩町図書館

加茂郡
- 美濃白川楽集館

- 美濃加茂市中央図書館
- 可児市立図書館
- 郡上市図書館
- 郡上市図書館はちまん分館
- 中山道みたけ館

### 東濃地区
多治見市
- 多治見市図書館（総称）
  - 多治見市図書館本館
  - 多治見市図書館子ども情報センター
  - 多治見市図書館笠原分館

中津川市

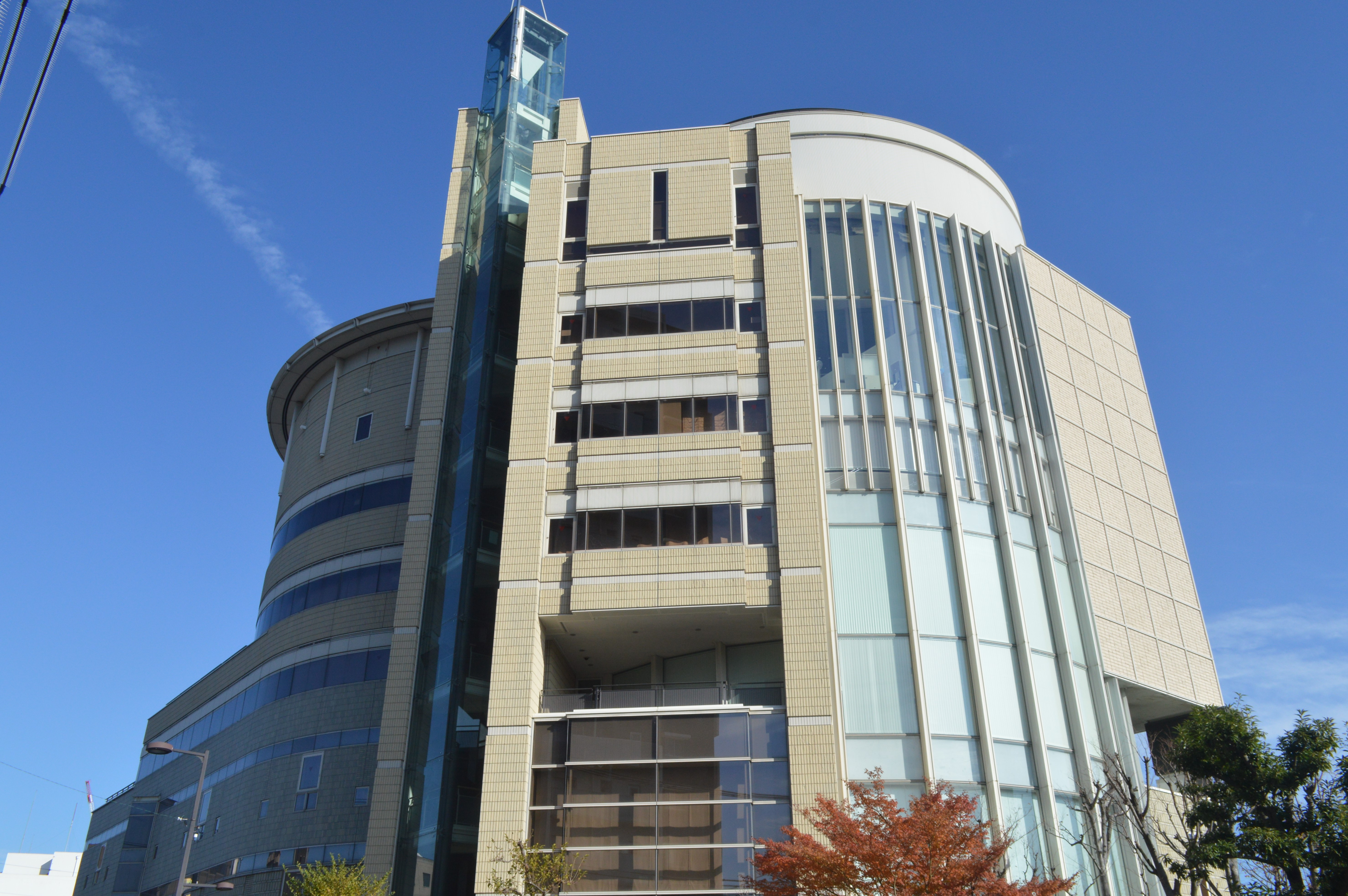
中津川市立図書館
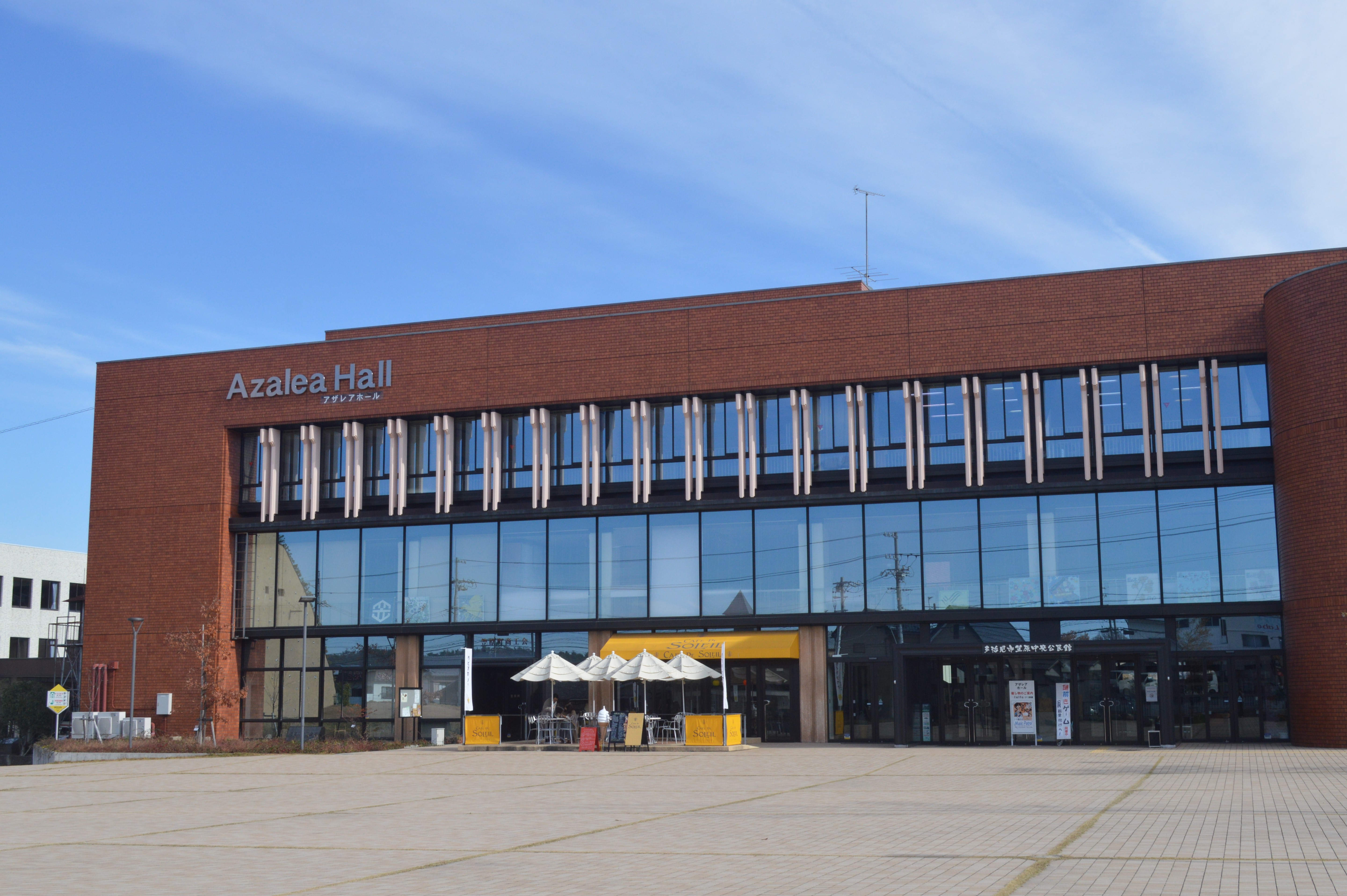
多治見市図書館笠原分館
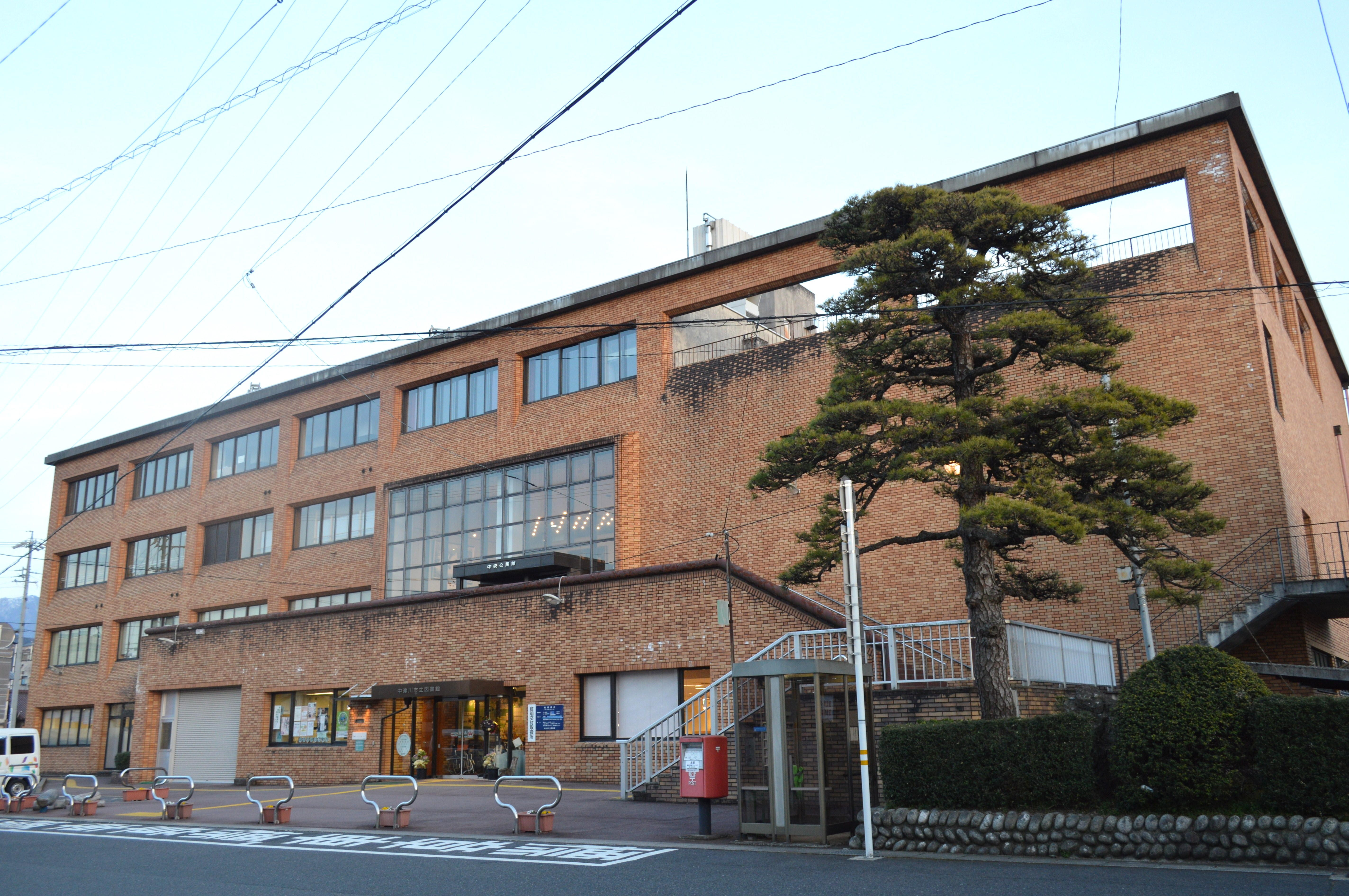
中津川市立図書館
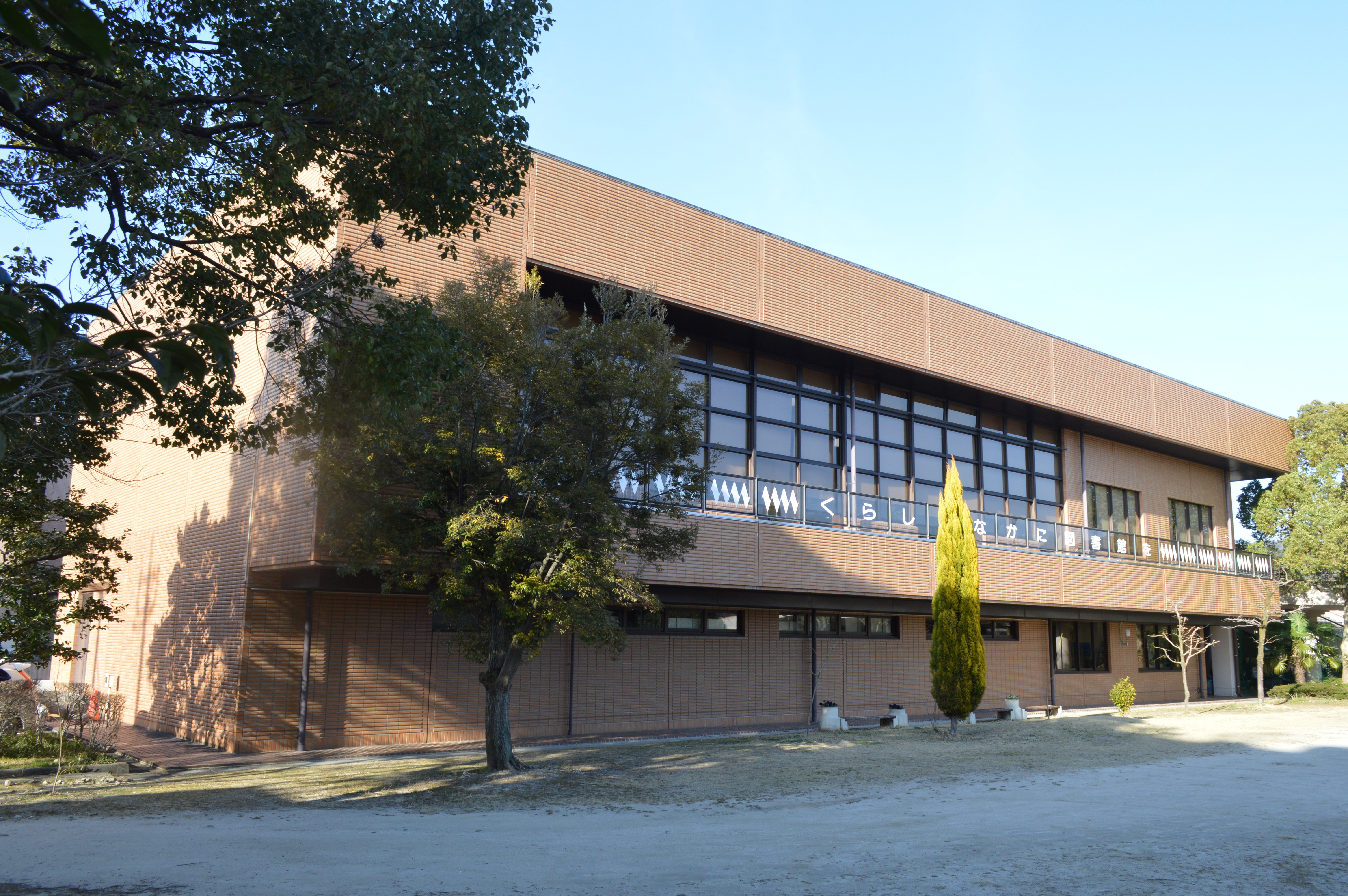
瑞浪市民図書館
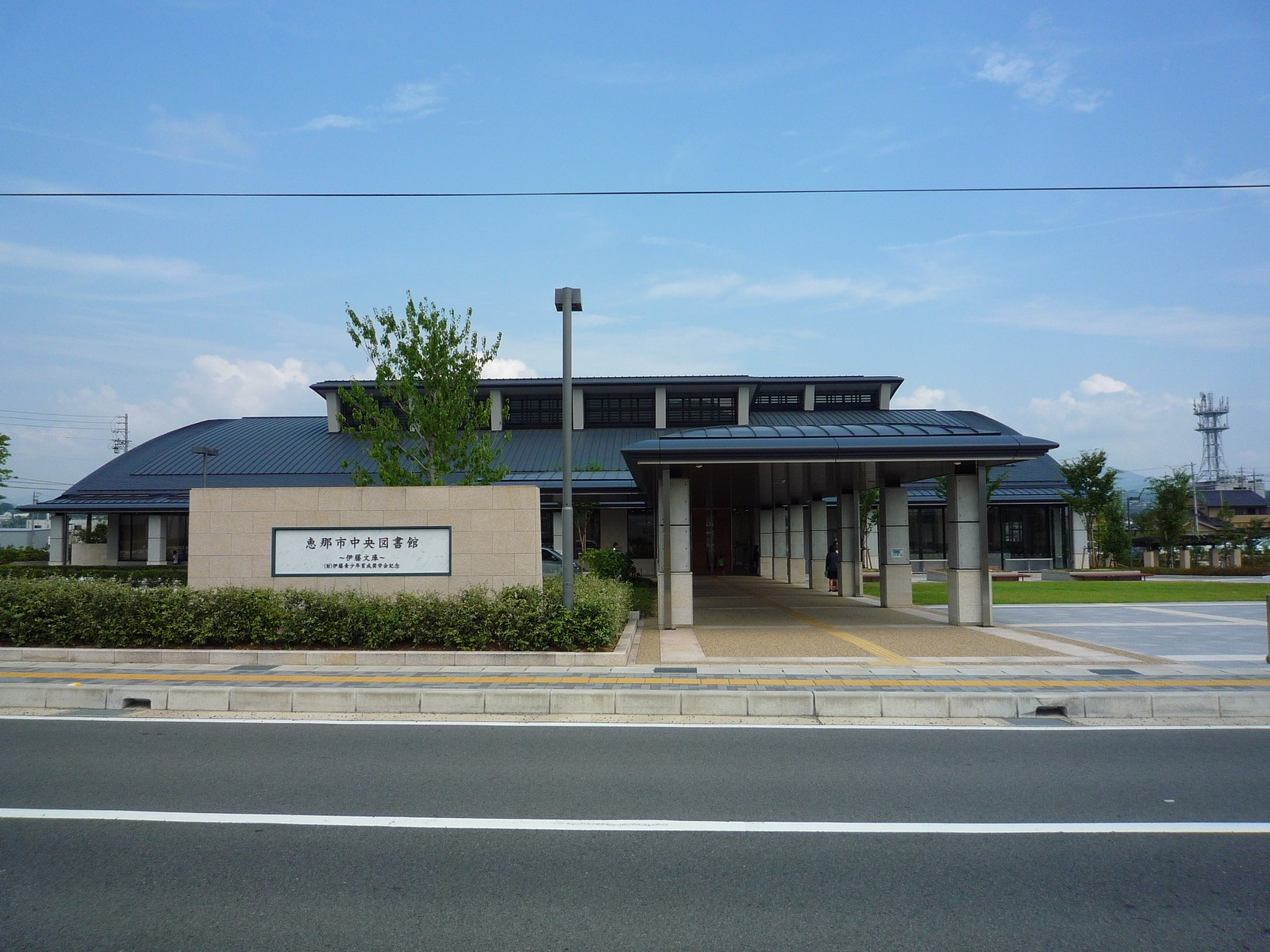
恵那市中央図書館
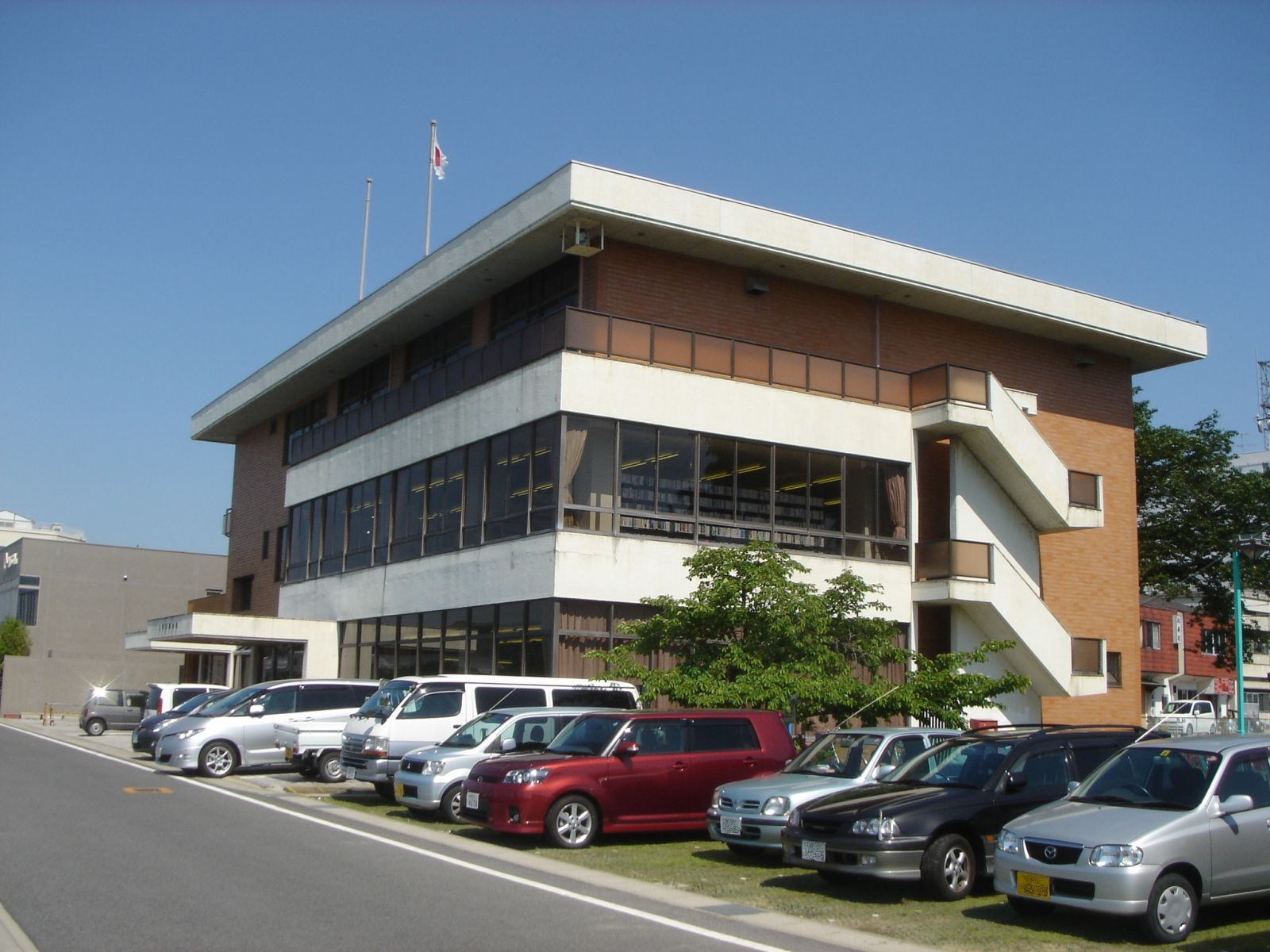
土岐市図書館
  - 中津川市立蛭川済美図書館
  - 坂下公民館図書室
  - 川上公民館図書室
  - 加子母公民館図書室
  - 付知公民館図書室
  - 福岡公民館図書室
  - 山口公民館図書室

瑞浪市
- 瑞浪市民図書館
  - 瑞浪市民図書館大湫分室
  - 瑞浪市民図書館釜戸分室
  - 瑞浪市民図書館陶分室

恵那市
- 恵那市中央図書館

土岐市
- 土岐市図書館

- 多治見市図書館本館
- 多治見市図書館笠原分館
- 中津川市立図書館
- 瑞浪市民図書館
- 恵那市中央図書館
- 土岐市図書館

### 飛騨地区
高山市

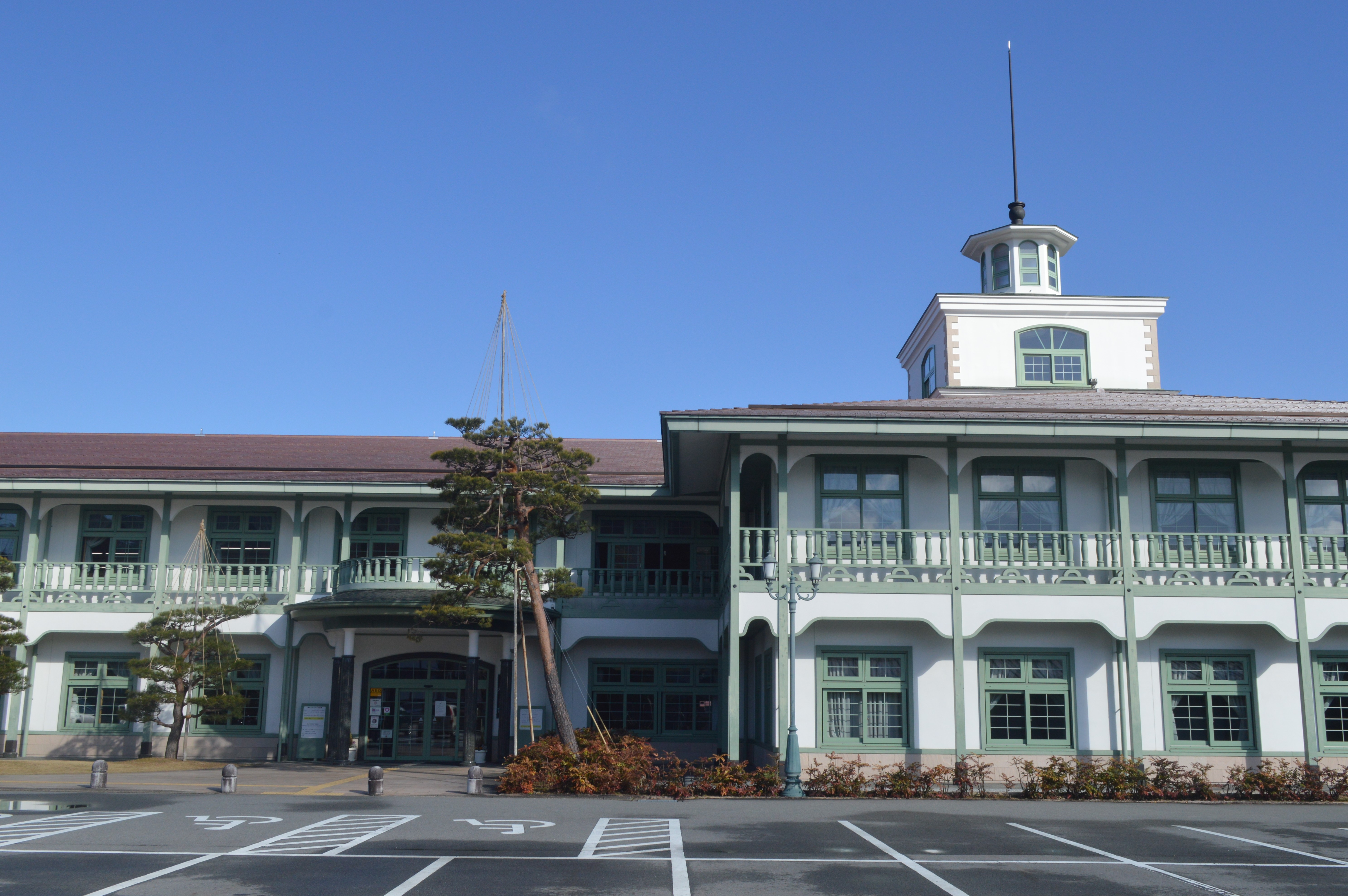
高山市図書館煥章館
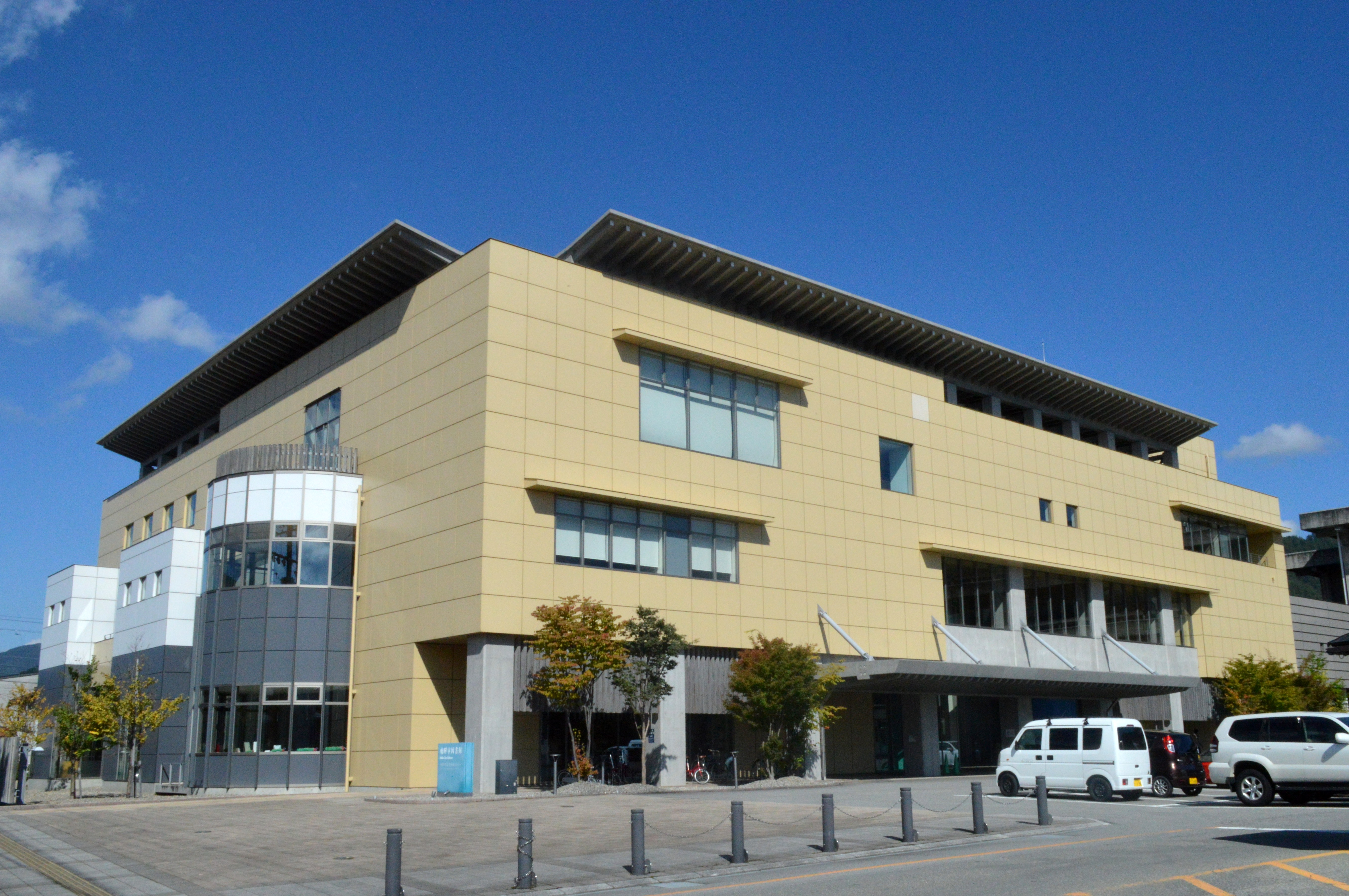
飛騨市図書館
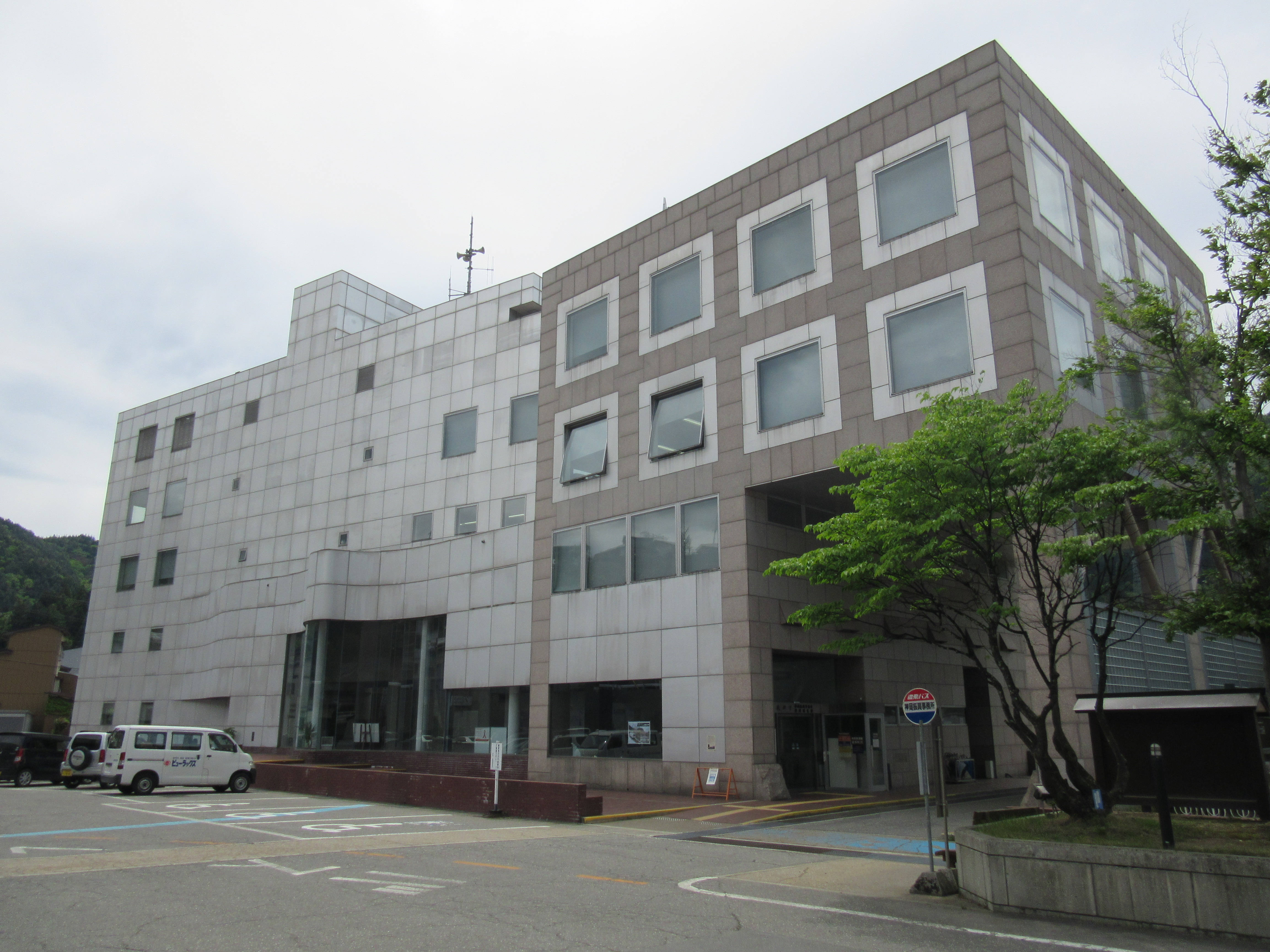
飛騨市神岡図書館
  - 高山市図書館 丹生川分館
  - 高山市図書館 清見分館
  - 高山市図書館 荘川分館
  - 高山市図書館 一之宮分館
  - 高山市図書館 久々野分館
  - 高山市図書館 朝日分館
  - 高山市図書館 高根分館
  - 高山市図書館 国府分館
  - 高山市図書館 上宝分館

飛騨市
- 飛騨市図書館
- 飛騨市神岡図書館

下呂市
- 下呂市図書館（総称）
  - 下呂市立はぎわら図書館
  - 下呂市立下呂図書館
  - 下呂市立金山図書館
  - 下呂市立小坂図書室
  - 下呂市立馬瀬移動図書館

- 高山市図書館煥章館
- 飛騨市図書館
- 飛騨市神岡図書館

## 公民館図書室等
岐阜県で公共図書館が無いのは笠松町、坂祝町、八百津町、川辺町、七宗町、富加町、東白川村、白川村の6町2村であり（2022年現在）、これらの町村には公民館などに図書室を設置している。これらの図書室のうち笠松中央交流センター（旧・笠松町中央公民館）図書室は「岐阜県公共図書館協議会」に加盟している

### 岐阜地区
羽島郡
- 笠松中央交流センター図書室
  - 笠松町総合交流センター図書室
  - 笠松町松枝交流センター図書室

### 中濃地域
加茂郡
- 八百津町中央公民館図書室
- 川辺町中央公民館図書室
- 坂祝町中央公民館図書室
- 木の国七宗コミュニティーセンター図書室
- 神渕コミュニティーセンター図書室
- タウンホールとみか図書室
- 東白川村公民館図書室　※東白川村民センター内

### 飛騨地区
大野郡
- 白川村南部地区文化会館図書室
- 白川村立白川郷学園図書室　※貸し出しは村民のみ[2]

## 私立図書館
飛騨市
- 飛騨まんが王国・まんが図書館

## 廃止になった図書館
岐阜市
- リサイクルまんが館